# Pikogan
Pikogan est une communauté autochtone de la Première Nation Abitibiwinni, une Première Nation Anishinaabeg, située au Québec au Canada. Elle est bordée par la rivière Harricana et enclavée dans la ville d'Amos. D'ailleurs, elle était autrefois appelée réserve d'Amos. Elle fut créée officiellement en 1956.

## Toponymie
En 1964, plusieurs résidents vivaient encore dans des tentes, expliquant ainsi l'origine du nom qui signifie tente de peau ou tipi en langue algonquine. Une petite église, dirigée par les Oblats, fut érigée en 1967 en forme de tipi.

## Histoire
Le pensionnat autochtone d'Amos a fonctionné de 1955 à 1973. Richard Kistabish, ancien chef de sa communauté de Pikogan,  est enlevé à l'âge de 6 ans pour être placé au pensionnat autochtone d'Amos en 1955. Il  témoigne : « J’entends encore les fantômes de mes camarades, Hubert, Michel, Dominique, André. Ceux qui pleuraient dans leur lit le soir après avoir été emmenés dans la chambre d’un prêtre. Ceux qui ont tenté de s’échapper ou même de se suicider ». Sur place il retrouve l'emplacement de l'ancienne chapelle, elle aussi détruite, quatre enfants ont été violés dans le confessionnal.
La réserve fut créée officiellement en 1956. Les Abitibiwinnik cessent de fréquenter la Pointe-aux-Indiens, située sur le lac Abitibi pour s'établir près d'Amos.
L'église fut construite en 1967.

## Géographie
La réserve de Pikogan est située au bord de la rivière Harricana dans la région de l'Abitibi-Témiscamingue au Québec. En fait, elle est enclavée par la ville d'Amos.

## Démographie
Les résidents de la réserve de Pikogan sont des membres de la bande d'Abitibiwinni de la Première Nation algonquine. Ils furent identifiés pour la première fois sous la dénomination de Nation des Abbittibbis dans des documents datant du XVIIIe siècle. Le recensement de 2011 de Statistiques Canada y dénombra 538 habitants, soit 10,5 % de plus qu'en 2006. Une importante part des membres de la Première Nation Abitibiwinni ne vit pas sur la communauté. En effet, en octobre 2016, selon Affaires autochtones et du Nord Canada, la bande avait une population inscrite totale de 1 054 membres dont 43% vivaient hors réserve.
| 2001 | 2006 | 2011 | 2016 | 2021 |
| ---- | ---- | ---- | ---- | ---- |
| 443  | 487  | 538  | 538  | 540  |

## Économie
Les activités principales sur la réserve sont le piégeage, le tourisme, la foresterie et les mines. On compte aussi une centaine d'Abitibiwinnik qui travaillent à titre de fonctionnaire ou d'ouvrier pour le gouvernement local.

## Langues
La principale langue parlée à Pikogan est le français, suivie de l'anglais et de l'algonquin, la langue traditionnelle des Abitibiwinnik. Cette dernière est encore parlée par les aînés, mais sa compréhension décline chez les jeunes. Des programmes sont mis sur pied afin de la valoriser auprès des jeunes et elle est enseignée à l'école primaire.

## Culture
Le 11 mars 2025, la communauté Abitibiwinni de Pikogan lance le premier festival de musique autochtone en Abitibi-Témiscamingue. Le Festival Mama8i Nikamo se tiendra les 13 et 14 juin 2025 présentant l’artiste Samian en tête d’affiche. L'organisation de cet événement a pour but de souligner la 10e édition de son pow-wow annuel.

## Personnalités notables
- Roger Wylde (artiste multidisciplinaire)
- Samian (rappeur)
- Oscar Kistabish (ainé anicinabe)

## Administration
Pikogan est gérée par le conseil de bande de la Première Nation Abitibiwinni qui est élu par un système électoral selon la coutume basé sur la section 11 de la Loi sur les indiens. Il est composé du chef David Kistabish et du vice-chef Bruno Kistabish élus pour le mandat de 2015 à 2019, ainsi que de trois conseillers élus pour le mandat de 2014 à 2017,.